# Амброзия полыннолистная
Амбро́зия полынноли́стная (лат. Ambrósia artemisiifólia) — однолетнее травянистое растение семейства Астровые (Asteraceae). Заносный вид во многих странах. Опасный карантинный сорняк.

## Название
Видовое название лат. artemisiifólia — «полыннолистная» происходит от ботанического названия рода Artemisia — «полынь» и лат. fólium — «лист». По сходству листьев.

## Ботаническое описание
Однолетник, 20—150(200) см высотой.

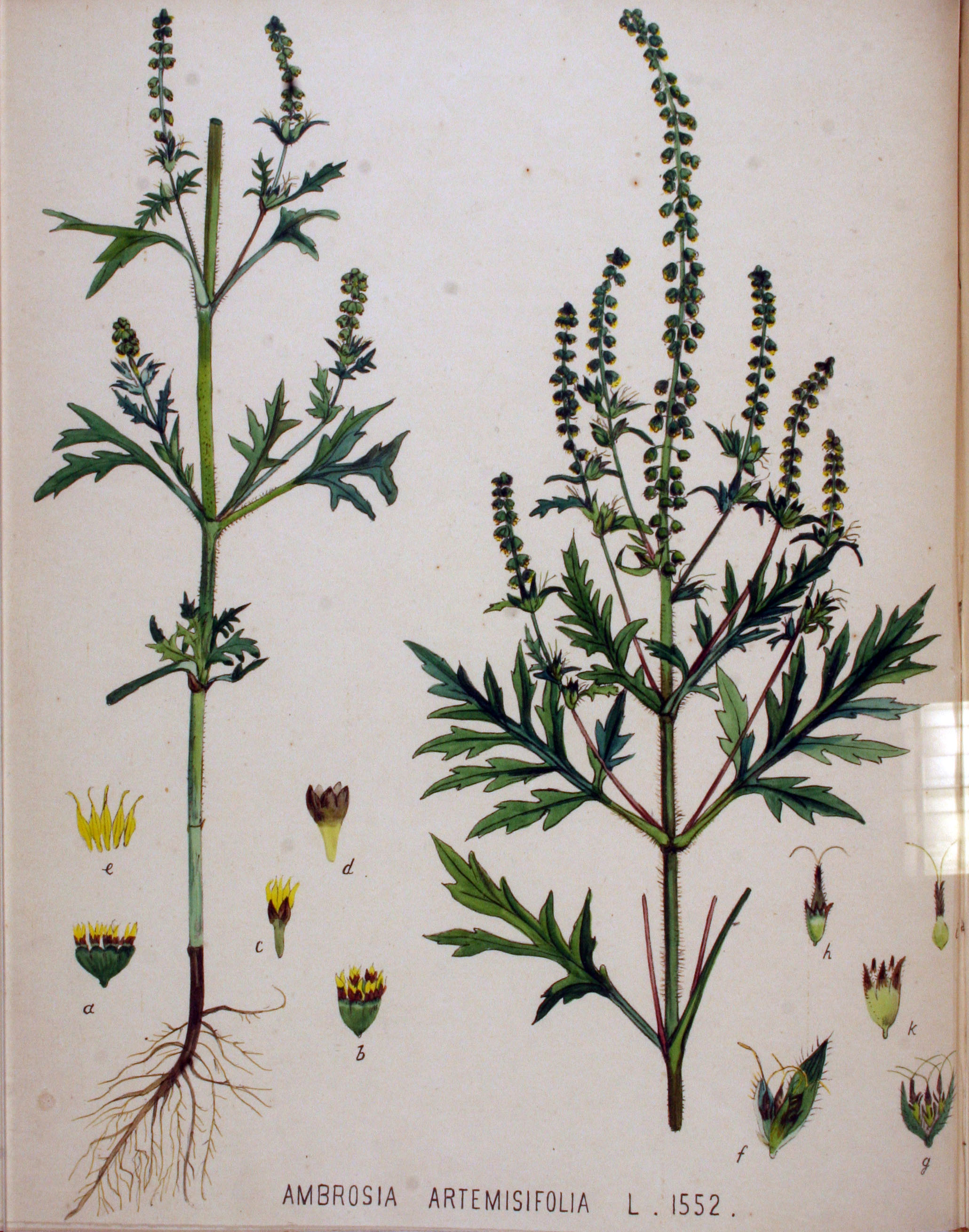
Ботаническая иллюстрация

Стебель прямой, в верхней части метельчато-ветвистый; опушён прижатыми щетинистыми волосками.
Листья сверху тёмно-, снизу светло-зелёные, с обеих сторон опушённые короткими прижатыми щетинистыми волосками, снизу более густо.
Нижние стеблевые листья супротивные, короткочерешковые, в очертании яйцевидные, дважды перисто рассечённые, с линейно-ланцетными или ланцетными долями 3—12 см длиной и 2—8 см шириной.
Верхние листья очерёдные сидячие, перисто-рассечённые (раздельные).
Цветки однополые.
Корзинки с тычиночными цветками полушаровидные, 2,5—4 мм шириной, на опушённых поникающих ножках до 2 мм длиной, собраны в колосовидные соцветия и расположены в верхней части стебля. Мужские цветки бледно-жёлтые, в корзинках по 5—25 цветков. Женские корзинки (обычно одноцветковые) располагаются в пазухах листьев или у основания мужских соцветий, по 2—3 вместе.
Обвёртка корзинки с тычиночными цветками сростнолистная, блюдцевидная без рёбер. По краю со слабо выраженными зубцами и ресничками, снаружи — с редкими щетинистыми волосками.
Тычиночные цветки обратноконические, светло-жёлтые, до 2 мм длиной, голые. Пыльники и пыльниковые нити слабо спаяны в трубку.
Пестичные цветки одиночные или по 2—5 в клубочках, в основании ветвистых соцветий или в пазухах верхних листьев, без околоцветника, заключённые по одному в сросшуюся доверху обратнояйцевидную или яйцевидно-продолговатую обвёртку 4—5 мм длиной и 2—2,5 мм шириной.
Лопасти столбика удлинённые. Цветоложе плоское с плёнчатыми прицветниками.
Цветёт в июле — октябре; плоды созревают, начиная с августа.
Зрелые семянки в обвёртке обратнояйцевидные, широкоовальные, в поперечном разрезе почти правильноокруглые (без папюса). Вершина заканчивается конусовидным столбиком длиной около 1 мм или немного более. От наиболее широкой части плода отходит вверх 5—7 конических слабосдавленных зубчиков. Основание заканчивается небольшим выступом.
Поверхность семянки в обвёртке складчато-морщинистая, матовая.
Окраска серовато-тёмно-зелёная, зеленовато-бурая; иногда по общему фону тёмные пятна.
Длина в обвёртке 2,5—3,25 мм, ширина и толщина 1—1,75 мм. Вес 1000 семянок в обвёртке около 2,5 г. В 1 кг до 400 000 семянок в обвёртке.
Свободные семянки (без обвёртки) яйцевидные, орешкообразные, вершина оканчивается заострённым столбиком. Околоплодник очень плотный.
Поверхность тонкоморщинистая, слабоблестящая или матовая.
Окраска зеленовато-серая, тёмно-зелёная, зеленовато-бурая.
Длина 1,5—2,25 мм, ширина и толщина 0,75—1,75 мм. Вес 1000 семянок 1,5—2 г. В 1 кг до 550 000 семянок.
Число хромосом: 2n=36, 38.

## Географическое распространение
Тип основного ареала: североамериканский. Основной ареал: Северная Америка.
Заносное и натурализовавшееся — Кавказ, Дальний Восток (юг), Средняя Азия; Средняя и Атлантическая Европа, Средиземноморье, Причерноморье, Малая Азия, Иран, Япония — Китай, Южная Америка, Австралия, Африка, Непал (на высоте от 2000 м). В России и сопредельных странах — Причерноморье и Поволжье южнее линии Кишинёв — Донецк — Волгоград — Семипалатинск, с отдельными проекциями севернее, с очагово-непрерывным характером распространения, вплоть до Тихого океана.

## Биологические особенности
Амброзия размножается только семенами, отдельные экземпляры продуцируют до 80—150 тыс. семян. Свежесобранные семена не прорастают, находятся в состоянии покоя, который составляет от 4 до 6 месяцев. Продолжительность вторичного покоя семян составляет 5—40 лет и более.

## Хозяйственное значение
Злостный карантинный сорняк. Код растения (фирмы Bayer) — AMBAR.
Пыльца этого растения вызывает аллергические заболевания (поллиноз) у людей.
Амброзия полыннолистная относится к вредным растениям, вызывающим порчу молока. При поедании растения в фазе цветения лактирующими животными молоко приобретает резкий неприятный запах и вкус.

## Номенклатура
Тип: Северная Америка («Virginia. Pensylvania»).